# Phrynobatrachus accraensis
Phrynobatrachus latifrons là một loài ếch trong họ Petropedetidae.
Nó được tìm thấy ở Burkina Faso, Cameroon, Bờ Biển Ngà, Gambia, Ghana, Guinea, Liberia, Mali, Nigeria, Senegal, Sierra Leone, Togo, có thể cả Bénin, có thể cả Guinea-Bissau, và có thể cả Niger.
Các môi trường sống tự nhiên của chúng là các khu rừng ẩm ướt đất thấp nhiệt đới hoặc cận nhiệt đới, xavan khô, xavan ẩm, vùng đất có cây bụi nhiệt đới hoặc cận nhiệt đới, vùng cây bụi ẩm khu vực nhiệt đới hoặc cận nhiệt đới, đồng cỏ khô nhiệt đới hoặc cận nhiệt đới vùng đất thấp, đồng cỏ nhiệt đới hoặc cận nhiệt đới vùng ngập nước hoặc lụt theo mùa, đầm nước ngọt có nước theo mùa, đất canh tác, vùng đồng cỏ, vườn nông thôn, các khu rừng trước đây bị suy thoái nặng nề, ao, và kênh đào và mương rãnh.